# Cephalotes nilpiei
Cephalotes nilpiei é uma espécie de inseto do gênero Cephalotes, pertencente à família Formicidae.